# Camila Osorio
María Camila Osorio Serrano (Cúcuta, 22 dicembre 2001) è una tennista colombiana.
Ex numero 1 mondiale e vincitrice degli US Open nel 2019 a livello junior, tra le professioniste ha vinto tre titoli WTA tutti nel torneo di casa di Bogotà nel 2021, 2024 e 2025.

## Carriera

### Carriera Juniores
Osorio ha avuto un'ottima carriera a livello Juniores: nel 2018 ha vinto ben 5 titoli (4 di Grado 1 e uno di Grado B1) ed ha poi raggiunto la sua prima semifinale slam allo US Open, dove ha ceduto a Clara Burel. Ai giochi olimpici giovanili di Buenos Aires, Camila ha ottenuto la medaglia di bronzo. All'ITF Junior Masters giunge in finale, dove perde nuovamente da Burel.
Nel 2019, coglie la semifinale al Roland Garros (cedendo a Fernandez). Allo US Open, invece, vince il suo primo titolo slam, sconfiggendo in finale l'americana Alexandra Yepifanova con un netto 6-1 6-0.
Grazie al successo New York, Osorio è divenuta n°1 del mondo tra le Juniores.

### 2016-2017: gli esordi nel professionismo
Nell'aprile 2016, a 14 anni, Camila ottiene una wild-card per disputare le qualificazioni dal WTA di Bogotà. La colombiana esce di scena subito contro la svizzera Conny Perrin (1-6 7-6(2) 2-6). A Medellin, prende parte al suo primo torneo ITF: batte Naomi Totka (6-2 6-1) per poi cedere alla connazionale Yuliana Monroy (4-6 2-6). Negli altri due ITF a cui partecipa (Cali e Cucuta, entrambi in Colombia) ottiene un secondo turno e un primo turno. Termina la stagione al n°1249 del mondo.
Nel 2017, ha nuovamente una wild-card per disputare le qualificazioni al WTA di Bogotà. Come successo nel 2017, anche in questo caso Osorio cede subito a Françoise Abanda (2-6 4-6). A Kaltenkirchen, la colombiana centra il suo primo quarto di finale a livello ITF partendo dalle quali con 4 vittorie di fila. Tra le ultime otto, Camila si arrende a Katharina Gerlach, per 0-6 4-6. A Novembre, in quel di Cucuta, Osorio Serrano ottiene la sua prima semifinale ITF senza perdere set. Nel penultimo atto, cede alla connazionale Maria Herazo Gonzalez (7-5 5-7 0-6). Termina la stagione al n°1026 del pianeta.

### 2018
Come ogni anno, viene offerta a Camila una wild-card per le qualificazioni del WTA di Bogotà. Anche questa volta, non sorpassa il primo ostacolo, cedendo ad Anna Blinkova in due set. Successivamente, trova i quarti nell'ITF di Grado e in quello di Lubbock. In novembre, a Cucuta, centra la prima finale ITF della carriera: vince il suo primo titolo di categoria battendo Yuliana Lizarazo (6-3 7-6(2)) nell'ultimo atto, senza cedere set nel corso del torneo. La settimana successiva, coglie la seconda finale ITF dell'anno in quel di Norman: nel match per il trofeo, si arrende alla n°1 del seeding Bianca Andreescu, con lo score di 1-6 0-6. Grazie agli ottimi progressi, chiude l'anno al n°723 del mondo, facendo riscontrare un best ranking di n°477 nel corso della stagione. 

### 2019 - primo quarto WTA, altri due titoli ITF e top-200
Dopo una semifinale nell'ITF di Plantation, Osorio esordisce in Fed Cup, vincendo il suo incontro nel tie con Porto Rico contro Lauren Anzalotta. In seguito, arriva in finale nell'ITF di Cancun, dove è costretta al ritiro nella sfida con la francese Brouleau. La settimana successiva, nella medesima località, arriva nuovamente all'ultimo atto; come successo nell'altra finale, anche qui Osorio non riesce ad alzare il trofeo, perdendo da Hourigan per 4-6 3-6. Nel WTA di Bogotà, Camila ottiene la wild-card per disputare il suo primo main-draw nel circuito maggiore: la colombiana sfrutta questa occasione al meglio, passando ben due turni battendo Conny Perrin (6-4 6-4) e Kristie Ahn (6-4 6(6)-7 6-3). Nel suo esordio in un quarto di finale WTA, Osorio si arrende alla futura vincitrice del torneo, Amanda Anisimova, col punteggio di 2-6 6-1 3-6. In agosto, vince il suo secondo titolo ITF della carriera a Guayaquil, sconfiggendo in finale Katerina Stewart in due set. La settimana dopo, sempre nella città ecuadoregna, Osorio ottiene il suo terzo titolo ITF, superando nell'ultimo atto (nuovamente) l'americana Stewart. Chiudendo la stagione, coglie altre due semifinali ITF.
Termina la stagione in top-200, al n°186 del mondo.

### 2020
Camila inizia l'anno tentando le sue prime qualificazioni a un torneo dello slam, l'Australian Open: dopo aver battuto Natalija Stevanović (2-6 6-1 6-1), cede a Wang Xiyu in due set. Successivamente, ottiene una wild-card per il WTA 125 di Newport Beach, dove viene subito sconfitta da Coco Vandeweghe (4-6 1-6). Gioca poi in Fed Cup per il playoff del gruppo 1 americano contro l'Argentina: Osorio perde il suo singolare contro Nadia Podoroska (4-6 4-6).
Dopo la pausa dovuta alla pandemia mondiale di COVID-19, Camila torna in campo al WTA 125 di Praga, dove supera Julia Grabher per poi cedere a Nadia Podoroska. Nell'ITF di Saint Mélo, raggiunge la semifinale, dove perde nuovamente da Podoroska. Tenta poi le qualificazioni per il Roland Garros, dove si arrende subito a Mayar Sherif (4-6 0-6).
Termina l'anno al n°186 del mondo.

### 2021 - primo titolo WTA
Osorio tenta le qualificazioni per l'Australian Open: batte Barbara Haas e Hailey Baptiste, per poi cedere a Clara Burel nel turno decisivo. Dopo due quarti ITF, prova le quali per Monterrey: le supera eliminando Wang e Dart. Nel primo turno del main-draw, perde da Kaja Juvan (4-6 4-6).
In aprile, partecipa al WTA di Bogotà, grazie a una wild-card. Come successo nel 2019, raggiunge i quarti, eliminando Sachia Vickery (6-3 6-2) e Tereza Martincová (6-3 6-3, prima top-100 battuta in carriera). Nel suo secondo quarto nel circuito maggiore, estromette Stefanie Vögele per 6-3 7-5, raggiungendo la sua prima semifinale WTA. Nella circostanza, si sbarazza della qualificata Tan con lo score di 6-1 6-2, approdando in finale. Osorio, nell'ultimo atto, si impone sulla 5ª testa di serie Tamara Zidanšek per 5-7 6-3 6-4, cogliendo in questo modo il primo titolo WTA della carriera. Osorio è la prima colombiana a vincere il titolo di casa dal 2004, quando ci riuscì Fabiola Zuluaga. Grazie al successo, sale al n°135 del ranking mondiale. Nella settimana successiva, Camila prende parte al '250' di Charleston: esordisce eliminando la testa di serie n°2 Magda Linette, con il punteggio di 6-3 4-6 7-5. Al secondo turno, batte Christina McHale in rimonta (2-6 7-6(2) 7-6(1)), approdando ai quarti, dove approfitta del ritiro di Clara Tauson sul 6-4 1-0. Osorio ottiene così 8 vittorie consecutive nel circuito maggiore. La striscia positiva si interrompe in semifinale, dove perde da Astra Sharma (6(5)-7 1-6), che poi trionferà. La colombiana continua l'ottimo momento su terra in quel di Belgrado: passa le qualificazioni estromettendo Gálfi e You. Al primo turno, elimina Zhang Shuai per 6-2 1-6 7-6(4), ottenendo in questo modo il suo primo successo su una top-50. Al secondo turno, batte Kamilla Rachimova in tre set (4-6 6-3 6-4) mentre ai quarti vince in due su Aljaksandra Sasnovič (6-4 6-2). Osorio conquista la terza semifinale WTA consecutiva. Nella circostanza, cede ad Ana Konjuh in due tie-breaks. Grazie agli ottimi risultati, entra in top-100 per la prima volta in carriera, posizionandosi al 98º posto della classifica mondiale. Tuttavia, è costretta comunque a passare dalle qualificazioni del Roland Garros: le supera senza perdere set, battendo Danilović, Hogenkamp e Niculescu. Nel tabellone principale (il primo in uno slam), viene subito sconfitta da Madison Brengle (5-7 4-6). 
Sull'erba, dopo un primo turno a Nottingham, prende parte alle qualificazioni per Wimbledon: estromettendo Liang (6-4 3-6 6-4), Udvardy (6-4 3-6 6-2) e Párrizas Diaz (3-6 6-3 6-2), accede nel main-draw del major londinese. Al primo turno, sconfigge Anna Kalinskaja (1-6 6-0 6-4), centrando il primo successo in uno slam della carriera. Al secondo round, elimina la n°32 del seeding Ekaterina Aleksandrova per 7-5 6-2, guadagnandosi la sfida con la n°2 del tabellone Aryna Sabalenka, che le lascia solo tre giochi nel match di terzo turno (0-6 3-6). Grazie a questo altro buon risultato, sale ulteriormente nel ranking, posizionandosi al 77º posto.
Partecipa poi alle Olimpiadi di Tokyo, dove esce di scena al primo turno contro la svizzera Golubic (4-6 1-6). Il cemento americano non le regala particolari soddisfazioni: il miglior risultato che ottiene è il secondo turno allo US Open, dove cede a Ons Jabeur (0-6 1-6). Gioca l'ultimo torneo dell'anno a Tenerife: il sorteggio la pone di fronte alla prima testa di serie del torneo (e n°6 del mondo) Elina Svitolina. Nonostante due break di vantaggio sprecati nel primo set, Osorio esce vincitrice dalla sfida, rimontando l'avversaria col punteggio di 5-7 6-3 6-2 e guadagnandosi il primo successo in carriera su una top-10. Al secondo turno, si sbarazza di Mayar Sherif (6-4 6-2) mentre, ai quarti, elimina Zheng (7-5 6-1). Nella sua quarta semifinale annuale, Camila batte la sua omonima Giorgi, fresca trionfatrice della Rogers Cup, con lo score di 6-4 7-5. La colombiana centra così la seconda finale del 2021, la prima in assoluto sul cemento. Nell'ultimo atto, affronta la n°60 del mondo Ann Li: Osorio viene sconfitta in due set, per 1-6 4-6.
Termina la stagione al n°55 del mondo.

### 2022 - 3° finale WTA ebest-ranking
Osorio inizia la stagione all'Australian Open dove incrocia, all'esordio, la campionessa in carica Naomi Ōsaka: la colombiana si arrende con un duplice 3-6. Successivamente, partecipa al torneo di Guadalajara, dove è la 4° testa di serie: raggiunge i quarti battendo Tomova (6-4 6-3) e Baptiste (1-6 6-3 6-3); tra le ultime otto, cede ad Anna Kalinskaja. La settimana dopo prende parte al Monterrey Open, dove è la 5° forza del seeding; al primo turno, si impone su Magdalena Fręch (6-3 7-6(6)). Al secondo turno affronta la wild-card locale Zacarias: Osorio raggiunge i quarti con un successo dal punteggio simile a quello del primo round (7-6(2) 6-3). Tra le ultime otto, trova la 1° testa di serie Elina Svitolina: la colombiana riesce a prevalere in rimonta sull'ucraina (1-6 7-5 7-6(5)), recuperando due break di svantaggio nel set decisivo. In semifinale, batte con un duplice 6-4 la spagnola Párrizas Diaz, approdando così alla sua terza finale WTA in carriera. Nella circostanza, trova Leylah Fernandez, testa di serie n°2: la colombiana cede dopo 3 ore di gioco, con lo score di 7-6(5) 4-6 6(3)-7, dopo non aver convertito 4 match point nel terzo set. Grazie al risultato, sale di 9 posizioni nel ranking, piazzandosi al 35º posto delle classifiche mondiali. A Indian Wells è costretta al ritiro all'esordio contro Aljaksandra Sasnovič, sul punteggio di 4-6 0-5. Successivamente, partecipa al torneo di Bogotà, dove è la campionessa in carica: da 1° testa di serie, giunge in semifinale, eliminando Ylena In-Albon (7-6(4) 2-6 2-2 e ritiro), Ipek Öz (6-3 7-6(4)) ed Elina Avanesjan (6-1 6-4). Nel penultimo atto, cede a sorpresa alla qualificata brasiliana Laura Pigossi, col punteggio di 5-7 6(2)-7. A Roma e al Roland Garros si ferma al secondo turno. 
Sull'erba, Osorio non centra alcun successo in quattro tornei disputati, Wimbledon compreso. Non va molto meglio sul cemento americano, dove al massimo arriva al secondo turno a Washington e allo US Open. Nel '1000' di Guadalajara, sconfigge la top-20 Aleksandrova prima di perdere da Bouzková. Termina l'anno con due quarti di finale nei '125' di Tampico e Midland. 
Chiude il 2022 al n°82 del mondo, raggiungendo però il suo best-ranking in aprile alla 33ª posizione. 

### 2023
Camila inizia l'anno all'Australian Open: per la prima volta in carriera, supera il primo turno grazie alla vittoria su Panna Udvardy (6-4 6-1); nel match successivo, cede alla n°1 del mondo Iga Świątek. A Lione, raggiunge la prima semifinale WTA da Bogotà 2022, battendo la n°3 del seeding Cornet, Niemeier e la qualificata Nosková; nel penultimo atto, si arrende a Caroline Garcia con un duplice 2-6. Dopo due uscite all'esordio a Merida e Monterrey, a Madrid inaugura la parte di stagione su terra: elimina Burel e poi la n°32 del tabellone Kostjuk, approdando al terzo turno del '1000' spagnolo per la prima volta; nella circostanza, perde dalla n°2 del mondo Aryna Sabalenka. A Roma, partendo dalle qualificazioni, raggiunge gli ottavi di finale sconfiggendo Chiesa, Dodin, Gračëva, Martić e la top-5 Garcia; tra le ultime sedici, cede il passo a Beatriz Haddad Maia. Anche al Roland Garros è costretta a partire dal tabellone cadetto: viene eliminata nel turno decisivo dalla giovane Mirra Andreeva; tuttavia, grazie al ritiro di Caty McNally, viene ripescata come lucky-loser: al primo turno, estromette in rimonta Ana Bogdan (3-6 6-3 7-5), eguagliando il suo miglior risultato a Parigi colto nel 2022. Al secondo turno, viene battuta da Elise Mertens in due set.
Su erba, si arrende al secondo turno di Eastbourne a Jessica Pegula; a Wimbledon viene subito eliminata da Elisabetta Cocciaretto. Sulla terra di Palermo, la colombiana conquista il secondo quarto di finale stagionale estromettendo Ferro e Andreeva; tra le ultime otto, viene sconfitta da Mayar Sherif. Il cemento americano è avaro di soddisfazioni per Osorio, che al massimo ottiene un secondo turno a San Diego.
Nella trasferta asiatica, esce subito a Zhengzhou e raggiunge i quarti a Nanchang, dove cede a Bouzková in due set. 
Termina il 2023 al n°79 del mondo.

### 2024-2025: secondo e terzo titolo WTA
Camila inizia l'anno a Hobart: dopo aver passato le qualificazioni, si arrende subito a Schmiedlová per 5-7 al terzo set. All'Australian Open viene battuta al primo turno da Tatjana Maria. A Cluj-Napoca e Austin non va oltre il secondo turno. A Indian Wells e Miami non passa i tabelloni cadetti.
Su terra, prende parte al torneo di Bogotà: da sesta testa di serie, raggiunge l'atto finale, sconfiggendo le qualificate Stakusic e Todoni, la n°2 del seeding Maria e l'ex top-5 Errani in semifinale. Nel match valevole per il trofeo, Osorio si impone su Marie Bouzková con lo score di 6-3 7-6(5), conquistando il secondo titolo WTA della carriera, tre anni dopo il primo colto sempre nella capitale colombiana. Il successo in terra natìa non trova però continuità nel seguito della stagione. La colombiana fatica a vincere match consecutivi nei mesi successivi, pur rendendosi protagonista di ottime prestazioni contro giocatrici top-20. Per esempio, esce sconfitta solo al terzo set contro Madison Keys, Ons Jabeur ed Emma Navarro, rispettivamente a Roma, al Roland Garros e a Monterrey. Da menzionare l'ottima prestazione nel torneo olimpico di Parigi 2024, in cui batte in due set Jelena Ostapenko e Dayana Yastremska e centra gli ottavi di finale. Qui si arrende a Danielle Collins in tre lottati set. Deve attendere il torneo di Guadalajara, nel mese di settembre, per tornare nei quarti di finale di un torneo del circuito maggiore, risultato che le mancava dal successo a Bogotà ad aprile. Particolarmente rocambolesco è il match di secondo turno contro Veronika Kudermetova, concluso per 7-6, 6-7, 7-5 in favore della colombiana dopo essere stata in svantaggio per 0-5 nel terzo set. In Messico si spinge sino alla semifinale dove viene eliminata in due set dalla sorpresa del torneo Olivia Gadecki. 
La trasferta asiatica comincia con il secondo turno a Pechino, nel quale perde in tre set contro Amanda Anisimova. A Wuhan supera le qualificazioni con due successi sulle italiane Martina Trevisan e Lucia Bronzetti. Viene eliminata nel primo turno del tabellone principale dalla rumena Cristian. Incassa un'altra sconfitta all'esordio nel WTA 250 di Osaka, contro Eva Lys. Terminati gli impegni in Estremo Oriente, torna in Colombia per chiudere la stagione col WTA Challenger di Cali, da cui viene estromessa nei quarti di finale, e i play off di Billie Jean King Cup contro la Francia. Sulla terra rossa di Bogotà, vince entrambi i suoi match di singolare contro Clara Burel e Varvara Gracheva contribuendo al successo della propria Nazionale sulle transalpine. La Colombia strappa così il pass per le qualificazioni al Gruppo Mondiale dell'edizione successiva. 
Inizia la stagione 2025 ad Hobart, dove batte Yuan Yue al primo turno, prima di cedere a Veronika Kudermetova al secondo. Agli Australian Open esce vincitrice da un match particolarmente tirato contro la testa di serie numero 30 Maria Sakkari. L'incontro è caratterizzato dal tifo caloroso dei tifosi colombiani da una parte, e di quelli greci dall'altra, con Osorio che conferma di esaltarsi in condizioni che accendono il suo spirito patriottico. Al turno successivo non riesce a sfatare il tabù Ons Jabeur, che la batte per la quinta volta su cinque.
Disputa il torneo WTA 250 indoor di Singapore, in cui si impone al terzo set contro Bernarda Pera e Dominika Salkova, arrivando ai quarti di finale, dove viene sconfitta in due set dalla futura campionessa del torneo Elise Mertens. A Indian Wells sconfigge a sorpresa Naomi Ōsaka nel match d'esordio, ma al turno successivo viene eliminata da Clara Tauson. A Miami esce al primo turno in tre duri set contro la giovane promessa canadese Victoria Mboko. Successivamente partecipa al torneo di casa a Bogotà, dove è campionessa in carica. Al secondo turno è protagonista di un'insperata rimonta ai danni di Emina Bektas, che era stata avanti per 1-6 3-5 e non ha sfruttato un match point. Superato quest'ostacolo, la strada verso il terzo titolo è piuttosto agevole e in finale si impone sulla polacca Katarzyna Kawa con un doppio 6-3, confermando il titolo. 

## Statistiche WTA

### Singolare

#### Vittorie (3)
| Legenda              |
| -------------------- |
| Grande Slam (0)      |
| Ori Olimpici (0)     |
| WTA Finals (0)       |
| WTA Elite Trophy (0) |
| Dal 2021             |
| WTA 1000 (0)         |
| WTA 500 (0)          |
| WTA 250 (3)          |

| N. | Data           | Torneo                      | Superficie  | Avversaria in finale | Punteggio     |
| 1. | 11 aprile 2021 | Copa Colsanitas, Bogotà     | Terra rossa | Tamara Zidanšek      | 5-7, 6-3, 6-4 |
| 2. | 7 aprile 2024  | Copa Colsanitas, Bogotà (2) | Terra rossa | Marie Bouzková       | 6-3, 7-6(5)   |
| 3. | 6 aprile 2025  | Copa Colsanitas, Bogotà (3) | Terra rossa | Katarzyna Kawa       | 6-3, 6-3      |

#### Sconfitte (2)
| Legenda              |
| -------------------- |
| Grande Slam (0)      |
| Argenti Olimpici (0) |
| WTA Finals (0)       |
| WTA Elite Trophy (0) |
| Dal 2021             |
| WTA 1000 (0)         |
| WTA 500 (0)          |
| WTA 250 (2)          |

| N. | Data            | Torneo                         | Superficie | Avversaria in finale | Punteggio           |
| 1. | 24 ottobre 2021 | Tenerife Ladies Open, Tenerife | Cemento    | Ann Li               | 1-6, 4-6            |
| 2. | 6 marzo 2022    | Monterrey Open, Monterrey      | Cemento    | Leylah Fernandez     | 7-6(5), 4-6, 6(3)-7 |

## Statistiche ITF

### Singolare

#### Vittorie (3)
| Torneo $100.000 (0) |
| Torneo $80.000 (0)  |
| Torneo $60.000 (0)  |
| Torneo $25.000 (2)  |
| Torneo $15.000 (1)  |

| N. | Data             | Torneo                             | Superficie  | Avversaria in finale | Punteggio   |
| 1. | 11 novembre 2018 | ITF Women's Circuit Cúcuta, Cúcuta | Terra rossa | Yuliana Lizarazo     | 6-3, 7-6(2) |
| 2. | 18 agosto 2019   | Copa American Express, Guayaquil   | Terra rossa | Katerina Stewart     | 7-5, 7-6(3) |
| 3. | 25 agosto 2019   | Copa American Express, Guayaquil   | Terra rossa | Katerina Stewart     | 7-5, 6-3    |

#### Sconfitte (3)
| Torneo $100.000 (0) |
| Torneo $80.000 (0)  |
| Torneo $60.000 (0)  |
| Torneo $25.000 (1)  |
| Torneo $15.000 (2)  |

| N. | Data             | Torneo                    | Superficie | Avversaria in finale | Punteggio          |
| 1. | 17 novembre 2018 | Sooner Open, Norman       | Cemento    | Bianca Andreescu     | 1-6, 0-6           |
| 2. | 17 marzo 2019    | Cancun Tennis Cup, Cancún | Cemento    | Lou Brouleau         | 6–3, 4–6, 1–5 rit. |
| 3. | 24 marzo 2019    | Cancun Tennis Cup, Cancún | Cemento    | Paige Hourigan       | 4–6, 3–6           |

### Doppio

#### Sconfitte (3)
| Torneo $100.000 (0) |
| Torneo $80.000 (0)  |
| Torneo $60.000 (0)  |
| Torneo $25.000 (3)  |
| Torneo $15.000 (0)  |

| N. | Data             | Torneo                                      | Superficie  | Compagna         | Avversaria in finale                    | Punteggio              |
| 1. | 24 agosto 2019   | Copa American Express, Guayaquil            | Terra rossa | Yuliana Lizarazo | Katerina Stewart Gabriela Talaba        | 7-6(1), 6(6)-7, [7-10] |
| 2. | 20 febbraio 2021 | ITF Women's Circuit Orlando, Orlando        | Cemento     | Conny Perrin     | Emina Bektas Tara Moore                 | 5-7, 6-2, [5-10]       |
| 3. | 27 febbraio 2021 | Edge International & KMMS Event, Boca Raton | Cemento     | Conny Perrin     | Usue Maitane Arconada Caroline Dolehide | 3-6, 4-6               |

## Grand Slam Junior

### Singolare

#### Vittorie (1)
| Tornei del Grande Slam  |
| ----------------------- |
| Australian Open (0)     |
| Open di Francia (0)     |
| Torneo di Wimbledon (0) |
| US Open (1)             |

| N. | Data             | Torneo            | Superficie | Avversario in finale | Punteggio |
| 1. | 8 settembre 2019 | US Open, New York | Cemento    | Alexandra Yepifanova | 6-1, 6-0  |

## Vittorie contro giocatrici Top 10
| Stagione | 2021 | 2022 | 2023 | Totale |
| Vittorie | 1    | 0    | 1    | 2      |

| #    | Giocatrice      | Ranking | Evento                         | Superficie  | Turno | Punteggio     | Rank. COR |
| ---- | --------------- | ------- | ------------------------------ | ----------- | ----- | ------------- | --------- |
| 2021 |                 |         |                                |             |       |               |           |
| 1.   | Elina Svitolina | 6       | Tenerife Ladies Open, Tenerife | Cemento     | 1T    | 5-7, 6-3, 6-2 | 63        |
| 2023 |                 |         |                                |             |       |               |           |
| 2.   | Caroline Garcia | 4       | Internazionali d'Italia, Roma  | Terra rossa | 3T    | 6-4, 6-4      | 100       |